# Вальє-дель-Салабі
Вальє-дель-Салабі (ісп. Valle del Zalabí) — муніципалітет в Іспанії, у складі автономної спільноти Андалусія, у провінції Гранада. Населення — 2304 особи (2010).
Муніципалітет розташований на відстані близько 350 км на південь від Мадрида, 55 км на схід від Гранади.
На території муніципалітету розташовані такі населені пункти: (дані про населення за 2010 рік)
- Алькудія-де-Гуадікс: 1304 особи
- Чарчес: 443 особи
- Есфіліана: 557 осіб

## Демографія
Динаміка населення (INE ):

## Галерея зображень

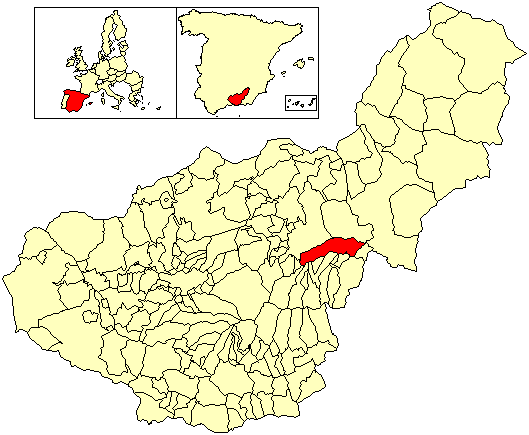
Розташування муніципалітету Вальє-дель-Салабі